# 松徳学院中学校・高等学校
松徳学院中学校・高等学校（しょうとくがくいんちゅうがっこう・こうとうがっこう）は、島根県松江市上乃木一丁目にある私立中学校・高等学校。
2005年4月に男女共学化した。カトリック・ミッションスクールである。松徳幼稚園を併設していた。

## 設置学科
- 全日制課程
  - 普通科
    - アドバンスコース
    - グローバルコース

## 沿革
- 1956年
  - 4月 - 松徳女学院中学校設立
  - 12月 - 校舎竣工式
- 1959年4月 - 松徳女学院高等学校設立
- 1985年1月 - 松徳ハウス（女子学生寮）竣工
- 1996年5月 - 創立者イエズスのカンディダ・マリア列福
- 2005年4月 - 校名を松徳学院中学校・高等学校に改称、「男女共学」開設、「学校6日制」「アドバンスコース」導入
- 2008年12月 - グラウンド整備

## 著名な出身者
- 田中美佐子 - 女優